# От колыбели до колыбели. Меняем подход к тому, как мы создаём вещи
От колыбели до колыбели. Меняем подход к тому, как мы создаем вещи (англ. Cradle to Cradle: Remaking the Way We Make Things) ― научно-популярная книга немецкого химика Михаэля Браунгарта и американского архитектора Уильяма МакДонаха. В этой книге авторы предлагают новый способ интерпретации энвайронментализма ― новую промышленно-экологическую революцию. Книга впервые вышла в свет в 2002 году в США.

## Содержание
Современное экологическое движение в мире держится на трёх китах: сокращение потребления, повторное использование, перерабатка. Девиз экологов: «Делать больше с меньшими затратами, чтобы свести к минимуму ущерб». Однако авторы книги в корне не согласны с этим, ибо такой подход консервирует модель производства с односторонним движением ― «от колыбели до могилы». Такая модель существует от начала промышленной революции и сразу превращает в отходы целых девяносто процентов материалов, созданных для изготовления товаров длительного пользования.
Авторы книги оспаривают традиционное представление о том, что человеческая индустрия должна неизбежно наносить ущерб природе. И предлагают взять за образец саму природу. Например, дерево производит тысячи цветов, чтобы создать еще одно дерево. Авторы не считают такое изобилие расточительным, наоборот, они расценивают это явление как безопасное, красивое и высокоэффективное.
«Отходы — это пища» — первый принцип, который предлагают Михаэль Браунгарт и Уильям МакДонах. Продукты могут быть приспособлены к тому, чтобы по истечении срока службы они обеспечивали питание для чего-то нового ― «как биологические питательные вещества», которые безопасно возвращаются в окружающую среду, либо как «технические питательные вещества», которые остаются в замкнутом контуре технологических циклов.
Разрабатывая свои принципы (пере)проектирования всего — от ковровых покрытий до корпоративных кампусов, ― авторы приводят жизнеспособные аргументы в пользу перемен.
Ключевые концепции философии «от колыбели к колыбели» интуитивно понятны и уходят корнями в подражание природе, точнее, связи с ней:
- Использование солнечной и ветряной энергии вместо энергии, хранящейся в материалах, перерабатываемых внутри планеты на протяжении тысячелетий (ископаемое топливо).

- Полное замыкание материальных круговоротов: в экосистемах планеты не существует понятия мусора. Наше общество может сделать то же самое, проектируя все продукты таким образом, чтобы материалы перерабатывались для одного и того же использования или перерабатывались «вверх», что означает, что следующее использование имеет большую ценность, чем текущее. Примером этого типа реальной переработки (который используется в лесах и джунглях планеты) являются компостируемые материалы: при интеграции в биологический цикл материалов компостируемая футболка или пара обуви превращаются в дерево, животное, или в нас самих… путем переваривания компостных материалов и последующего удобрения сельскохозяйственных культур. Текст предлагает два независимых и несмешиваемых материальных цикла: биологический цикл (еда) и технический цикл (устройства).

- Отмечайте наше влияние на планету с помощью так называемого «управления чувством вины». Существует общее ощущение, что было бы лучше, если бы мы не были здесь, ежедневно загрязняя и уничтожая различные виды животных, однако с этой точки зрения очень сложно быть творческим и по-настоящему позитивным. Пытаться быть «менее плохим» — не хорошо. Однако быть хорошим можно и увлекательнее. Существуют современные технологии, которые позволяют разрабатывать процессы и продукты таким образом, чтобы потребление было выгодным для планеты, как это происходило в экосистемах с незапамятных времен.

## Издание в России
Книга была переведена на русский язык и вышла в свет в издательстве «Ад Маргинем» в 2020 году. Переводчик ― Валентина Кулагина-Ярцева. ISBN 978-5-91103-559-4